# AABEC
A Associação Atlética Banco do Estado do Ceará popularmente chamada de AABEC é um clube brasileiro da cidade de Fortaleza, capital do estado do Ceará.  Disputou Campeonatos de futsal.

## Títulos
- Campeonato Cearense de Futsal: 1986[1]